# Băbeni
Băbeni es una ciudad con estatus de oraș de Rumania ubicada en el distrito de Vâlcea.
Según el censo de 2011, tiene 8451 habitantes, mientras que en el censo de 2002 tenía 9475 habitantes. La mayoría de la población es de etnia rumana (90,86 %), con una minoría de gitanos (4,06 %).
La mayoría de los habitantes son cristianos de la Iglesia Ortodoxa Rumana (94,2 %).
Adquirió rango urbano en 2002. Los pueblos de Bonciu, Capu Dealului, Pădurețu, Români, Tătărani y Valea Mare son pedanías de la ciudad.
Se ubica en la orilla occidental del río Olt, unos 10 km al suroeste de Râmnicu Vâlcea sobre la carretera 64 que lleva a Caracal.